# ووک (تابه)

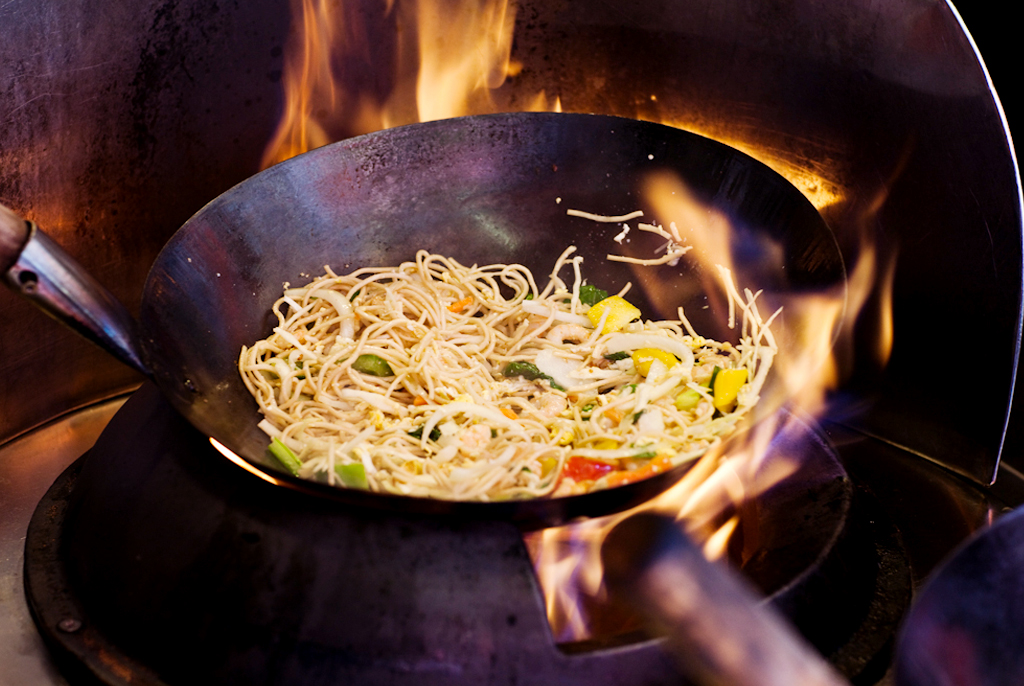
یک ووک برای تفت روغن داغ

ووک (چینی: 鑊؛ چینی معیار: huò؛ کانتونی: wohk) یک تابه آشپزی عمیق ته گرد است که از چین نشات گرفته‌است. از ووک در چین و بخش‌های گسترده‌ای از شرق، جنوب و جنوب شرق آسیا و همچنین سراسر جهان استفاده می‌شود.